# 青山英次
青山 英次（あおやま えいじ）は青森放送の社員で、元アナウンサーである。埼玉県浦和市（現・さいたま市）出身。血液型O型。
法政大学卒業後、1999年4月に青森放送に入社。同期に元同局アナウンサーの落合こず恵、亀井薫、野口亜紀子がいる。
2019年3月25日の月曜情報便にて、3月末でアナウンサーを卒業することを発表した。

## 人物
- 趣味は健康グッズ集め、ジム通い、バドミントン。
- 特技は恋愛系妄想と自身のプロフィールページに記しており、局内では「放送部長」ならぬ「妄想部長」の肩書きを持つ[要出典]。
- GOING UNDER GROUNDやASIAN KUNG-FU GENERATIONのファン。

## 担当番組
テレビ
- 生テレビ（青森駅中継（ - 2009年3月））
- スーパーロックライン
- きんこれ（2010年4月2日 - 2012年3月30日）
- RABニュースレーダー（菅原厚のリリーフ（2009年11月23日・26日・27日、2018年10月29日）
- 東奥日報ニュース
- 大好き、青森県。(不定期)
- スポーツ実況（全国高校サッカー、青森県民駅伝競走大会、高校バレー、アイスホッケーなど）
- 月曜情報便（2018年4月2日 -  2019年3月25日 )

ラジオ
- ワラッターSUPER（2001年4月 - 2002年3月）
- うたラジ（2002年4月 - ）
- おはようワイドあおもり（月曜・火曜担当（2005年4月 - 2006年9月））
- 今日も元気だ!お達者ラジオ（2000年7月 - 2006年7月） - 番組内で「お達者体操」という歌も歌っていた。
- いっトク!韓国!
- こんなもんDAみぅーじっく（水曜）
- ほんじゃまたMUSIC
- SCHOOL OF RADIO （2006年度 - 、プロ野球オフシーズン中のみ）
- あおもりTODAY（金曜パーソナリティ（ - 2006年9月） → 水曜・木曜のラジオカーレポーター（2009年4月 - ） → 火曜・水曜パーソナリティ（2014年4月2日 - ））
- うきぐものうたをひとつ（ディレクター）
- 頑張れ!!サラリーマン（2014年4月5日 - 9月28日）
- おれイチMUSIC（2014年9月29日 - 2015年3月27日）
- 朝ワイ!ダッシュ（金曜担当、2016年4月4日 - 2019年3月29日 ）
- RABニュースレーダー（不定期）
- ランキングplus （2014年10月3日 - 2018年9月24日、2015年からはプロ野球シーズン中のみ）
- MUSIC TOY BOX （2015年9月28日 - 2019年3月29日、プロ野球オフシーズン中のみ）
- RAB SPORTS WAVE （2018年4月7日 - 2019年3月30日 ）